# Joanneum Research
Die Joanneum Research Forschungsgesellschaft mbH ist die zweitgrößte außeruniversitäre Forschungseinrichtung Österreichs. Neben dem Sitz in Graz befinden sich weitere Standorte auch in Weiz, Niklasdorf, Klagenfurt, Wien und Pinkafeld. Die Joanneum Research Forschungsgesellschaft mbH befindet sich im Eigentum des Landes Steiermark (80,75 %), der BABEG Kärntner Betriebsansiedlungs- & Beteiligungsgesellschaft (14,25 %) und der Landesholding Burgenland (5 %). Eingebettet in das nationale und internationale Innovationsnetzwerk erarbeiten die Forscher Innovationen in den drei Themenbereichen Informations- und Produktionstechnologien, Humantechnologie und Medizin sowie Gesellschaft und Nachhaltigkeit.

## Geschichte

Historisches Logo, in Verwendung bis 2011

### Die frühen Jahre
Mit der Einrichtung der vier Zentren / Institute wurde vom Land Steiermark strategisch langfristig in Forschung und Entwicklung am Standort Steiermark investiert. Es wurden Finanzmittel aufgebracht, die der Bund zur damaligen Zeit nicht zur Verfügung stellen konnte.
- 1950: Gründung Zentrum für Elektronenmikroskopie
- 1963: Gründung Rechenzentrum

Gründung Institut für Tieftemperaturforschung
- 1965: Gründung Reaktorinstitut

### Ab 1968
Nach der 1968 erfolgten Neufassung der Satzungen für die kooperativen Forschungsvereine in Graz und deren Vereinheitlichung in der organisatorischen Gestaltung, erfolgte 1971 die Gründung des Forschungszentrums Graz. In den folgenden Jahren bis 1977 wurde dann eine Anzahl neuer Themen aufgebaut bzw. die dazugehörigen Einheiten, Institute und Laboratorien als anwendungsorientierte Ergänzung zu den Universitäten geschaffen:
- Institut für Umweltforschung
- Institut für Röntgenfeinstrukturforschung
- Institut für Bauphysik und Fenstertechnik
- Arbeitsgemeinschaft für Weltraumforschung
- Arbeitsgemeinschaft für geothermale Energie
- Mathematisch-Statistische Sektion
- Vereinigung für hydrogeologische Forschung
- Laboratorium für Kolloidforschung
- Studiengruppe für internationale Analysen (Laxenburg)
- Laboratorium für Sensorik.

1978 erfolgte die Gründung der Forschungsgesellschaft Joanneum. Bedingt durch die Entwicklung des Arbeitsspektrums und des geografischen Wirkungsraumes wurde 1978 das Forschungszentrum Graz in die Forschungsgesellschaft Joanneum übergeführt und in den bis 1986 inhaltlich sowie organisatorisch neu geordnet. Anfang der 1980er Jahre war die Forschungsgesellschaft Joanneum bereits die zweitgrößte außeruniversitäre Forschungsorganisation Österreichs. Folgende Institute wurden im Rahmen der Forschungsgesellschaft Joanneum neu gegründet:
- Institut für Vorsorgemedizin
- Institut für Umweltgeologie und angewandte Geographie
- Institut für Geothermie und Hydrogeologie
- Sektion Rohstoffforschung
- Institut für angewandte Geophysik
- Laboratorium für Lagerstättenphysik und -technik
- Laboratorium für Chemie und Biologie
- Institut für Oberflächenforschung
- Arbeitsgemeinschaft für Polymerforschung
- Institut für Messtechnik
- Institut für Digitale Bildverarbeitung und Graphik
- Institut für maschinelle Dokumentation
- Institut für Angewandte Systemtechnik

1986 kam es zur Gründung der Forschungsgesellschaft Joanneum Ges.m.b.H., 1994 zur Umbenennung der Forschungsgesellschaft Joanneum Ges.m.b.H. in Joanneum Research Forschungsgesellschaft mbH. 1995 erfolgte die Gründung einer Außenstelle in Wien und die Zertifizierung des Qualitätsmanagementsystems nach ÖNORM EN ISO 9001. 1997 erfolgte die Übernahme der Geschäftsführung durch Bernhard Pelzl und Edmund Müller und der Beginn der Regionalisierungsoffensive begleitet durch die Gründung regionaler Standorte in Frohnleiten, Hartberg, Judenburg und Weiz in den Folgejahren.

### Ab 2000
- 2000:

Beitritt der Joanneum Research zur European Association of Research and Technology Organisations (EARTO)
- 2001:

Offizielle Eröffnung des Standortes Weiz
Gebarungsprüfung der Joanneum Research durch den Bundesrechnungshof
- 2002:

Gründung Kompetenzzentrum „Das virtuelle Fahrzeug“ Forschungsgesellschaft mbH (MCL)
Gründung Polymer Competence Center Leoben GmbH (PCCL)
Gründung Christian Doppler Laboratorium für neuartige funktionalisierte Materialien, in Kooperation mit der Technischen Universität Graz
Gründung Nanonet-Styria
- 2004:

Gesellschaftsrechtliche Beteiligung der TNO (Niederländische Organisation für Angewandte Naturwissenschaftliche Forschung) an der Joanneum Research
Abschluss der Kooperationsvereinbarung mit der Technischen Universität Graz
Abschluss und Implementierung des Kollektivvertrags für die Arbeitnehmer in der außeruniversitären Forschung (Forschungs-KV)
- 2005:

Abschluss der 1. Förderungsvereinbarung mit dem BMVIT
Abschluss der Kooperationsvereinbarung mit der Montanuniversität Leoben
Gründung Human.Technology Styria GmbH
Initiative zur Stärkung der stofflichen NUtzung BIOgener Rohstoffe (NUBIOR)
- 2006:

neue Außenstelle der Joanneum Research im Haus der Forschung, Wien
Gründung der NanoTecCenter Weiz Forschungsgesellschaft mbH
Gründung der BioNanoNet Forschungsgesellschaft mbH
Abschluss der Kooperationsvereinbarung mit dem Jožef Stefan Institut
Staatspreis Multimedia
Staatspreis Telematik
- 2007:

Eröffnung Impulszentrum für Werkstoffe (IZW) in Leoben mit Außenstelle des Laserzentrum Leoben
Abschluss der Kooperationsvereinbarung mit dem Institut Ruđer Bošković
Friedensnobelpreis an den UNO-Klimarat IPCC (fachliche Beteiligung von Forschern der JOANNEUM RESEARCH – Institut für Energieforschung)
- 2008:

Genehmigung „Strategischer Rahmenplan JOANNEUM RESEARCH“ durch die Gesellschafter Land Steiermark und TNO
Gründung Research Center Pharmaceutical Engineering GmbH (RCPE)
- 2009:

Gründung des Joint Institute for Innovation Policy in Kooperation mit der TNO, VTT und TECNALIA mit Sitz Brüssel
Abschluss der Kooperationsvereinbarung mit der Medizinischen Universität Graz
Fast Forward Award für Joanneum Research – Digital
- 2010:

Umstrukturierung der Institute in die Forschungseinheiten: Materials, Health, Digital, Resources und Policies
Bezug der neuen Unternehmenszentrale am Standort Leonhardstraße, Graz
- 2011:

Besetzung der Geschäftsführung durch Wolfgang Pribyl
Fast Forward Award für Joanneum Research – Health
- 2012:

Beitritt zur Integrationspartnerschaft Steiermark
EARTO Innovation Prize 2012 für Joanneum Research – Health
Zwanzig Jahre Forschungsstation Wagna
EARTO Innovation Prize 2010
Staatspreis Verkehr
Woman Award 2010 in der Kategorie „Job und Kinder“
- 2013:

Eröffnung des neuen Forschungs- und Laborgebäudes W.E.I.Z. IV
Fast Forward Award für Joanneum Research – Materials
Etablierung Green Tec Research Styria in Kooperation mit den steirischen Universitäten, der FH Joanneum, der Industriellenvereinigung, der Wirtschaftskammer sowie dem Land Steiermark
- 2014:

Das Land Kärnten erwarb über seine Beteiligungsgesellschaft BABEG 15 % der Anteile am Stammkapital der Joanneum Research. Dies erfolgte einerseits über eine Kapitalaufstockung und andererseits über den Kauf der bisher von der TNO gehaltenen Gesellschaftsanteile. Die neue Eigentümerstruktur der Joanneum Research: 85 % Land Steiermark, 15 % BABEG - Kärntner Betriebsansiedlungs- & Beteiligungsgesellschaft
Bezug des neuen Standorts im Zentrum für Wissens- und Technologietransfer in der Medizin (ZWT)
- 2015:

Gründung von Robotics – Institut für Robotik und Mechatronik in Klagenfurt
Spin off „Geo 5 GmbH“ aus der Forschungsgruppe Geophysik & Geothermie
Beitritt zur österreichischen Plattform Industrie 4.0
- 2016:

Gründung des Tochterunternehmens „JR-AquaConSol GmbH“ aus dem Institut Resources
Spin off „decide Clinical Software GmbH“ aus der Forschungsgruppe Biomedizinische Technik und Monitoring
Spin off „EPIG GmbH“ aus der Forschungsgruppe Gesundheitswissenschaften
Gründung von Life – Zentrum für Klima, Energie und Gesellschaft
- 2017:

Beteiligung an der ALP.Lab GmbH
- 2018:

Das Land Burgenland erwirbt über die Landesholding Burgenland 5 % der Anteile am Stammkapital der Joanneum Research. Die neue Eigentümerstruktur der Joanneum Research: 80,75 % Land Steiermark, 14,25 % BABEG - Kärntner Betriebsansiedlungs- & Beteiligungsgesellschaft, 5 % Landesholding Burgenland.
Gründung von Coremed – Kooperatives Zentrum für Regenerative Medizin
- 2019:

Eröffnung des neuen Forschungsgebäudes von Robotics, dem Institut für Robotik und Mechatronik der Joanneum Research, im Lakeside Science & Technology Park in Klagenfurt am Wörthersee, inklusive akkreditiertem Robotics Evaluation Lab: Es ist das erste und einzige Prüfzentrum für Robotersicherheit in Österreich. Hierfür werden kalibrierte Messmittel am neuesten Stand der Technik verwendet und der gesamte Prüfprozess unter qualitätssichernden Maßnahmen nach ISO/IEC-17025 durchgeführt.
- 2021:

Am 1. September 2021 übernimmt Heinz Mayer die Geschäftsführung der Forschungsgesellschaft.
- 2023:

Großer Forschungsausbau: Am Standort Klagenfurt eröffnet DIGITAL ein Labor für digitale Zwillinge.

### Abfolge der Geschäftsführer
- ?–?: Berghold Bayer, Rainer Uranschek
- 1997–2011: Edmund Müller, Bernhard Pelzl
- 2011–2021 Wolfgang Pribyl
- Seit 1. September 2021 Heinz Mayer[6]

## Gliederung des Unternehmens
Seit 1. Juli 2016 sind die Forschungsarbeiten in sieben Forschungseinheiten gegliedert. Diese Einheiten umfassen jeweils drei bis sechs Forschungsgruppen.

### Institut für Sensorik, Photonik und Fertigungstechnologien (Materials)
- Hybridelektronik und Strukturierung
- Licht und Optische Technologien
- Laser- und Plasma-Technologien
- Sensoren und Funktionales Drucken
- Smart Connected Lighting

### Institut für Biomedizinische Forschung und Technologien (Health)
- Biomedizinisches Gewebe Monitoring
- Bioanalytik und Metabolomics
- Kompetenzgruppe Digital Healthcare Solutions
- Kompetenzgruppe Datenmanagement und Biostatistik

### Institut für digitale Technologien (Digital)
- Fernerkundung und Geoinformation
- Intelligent Vision Applications
- Telekommunikation, Navigation und Signalverarbeitung
- Connected Computing
- Intelligente Akustische Lösungen
- Kompetenzgruppe Cyber Security and Defence

### Institut für Wirtschafts-, Sozial- und Innovationsforschung (Policies)
- Technologie, Innovation und Politikberatung
- Datenanalyse und statistische Modellierung
- Regionalökonomie und Strukturpolitik

### Institut für Robotik und flexible Produktion (Robotics)
- Industrie Robotersystem Technologien
- Kompetenzgruppe Robotics Evaluation Lab
- Robotics Training Center

### Institut für Klima, Energiesysteme und Gesellschaft (Life)
- Wetter- und Klimarisikomanagement
- Klimaneutrale Energiesysteme und Lebensstile
- Internationale Klimapolitik und -ökonomik
- Kompetenzgruppe Urban Living Lab

### Kooperatives Zentrum für Regenerative Medizin (Coremed)
- Geweberegeneration und Wundheilung

## Namensgebung, Leitspruch
Der Name Joanneum Research leitet sich von Erzherzog Johann (1782–1859) ab, der sich ein Leben lang für die Naturwissenschaften interessierte. Der Leitspruch des Unternehmens lautet „Miteinander zukunftsrelevant“.

## Verbundene Unternehmen
- JR-AquaConSol GmbH

## Gesellschaftsrechtliche Beteiligungen
- ALP.Lab GmbH
- decide Clinical Software GmbH
- Digital Innovation Hub Süd GmbH (DIH SÜD)

- EPIG GmbH
- FH Joanneum Gesellschaft mbH
- Geo5 GmbH
- Holz.Bau Forschungs GmbH
- Human.Technologie Styria GmbH
- Pacemaker Technologies GmbH

### Kompetenzzentrenprogramm Comet (K1- und K2-Zentren)
- BEST – Bioenergy and Sustainable Technologies GmbH
- CBmed GmbH
- Know-Center GmbH – Research Center for Data-Driven Business & Big Data Analytics
- Polymer Competence Center Leoben GmbH
- Research Center Pharmaceutical Engineering GmbH
- ACIB GmbH
- Virtual Vehicle Research GmbH
- Materials Center Leoben Forschung GmbH